# London and North Western Railway

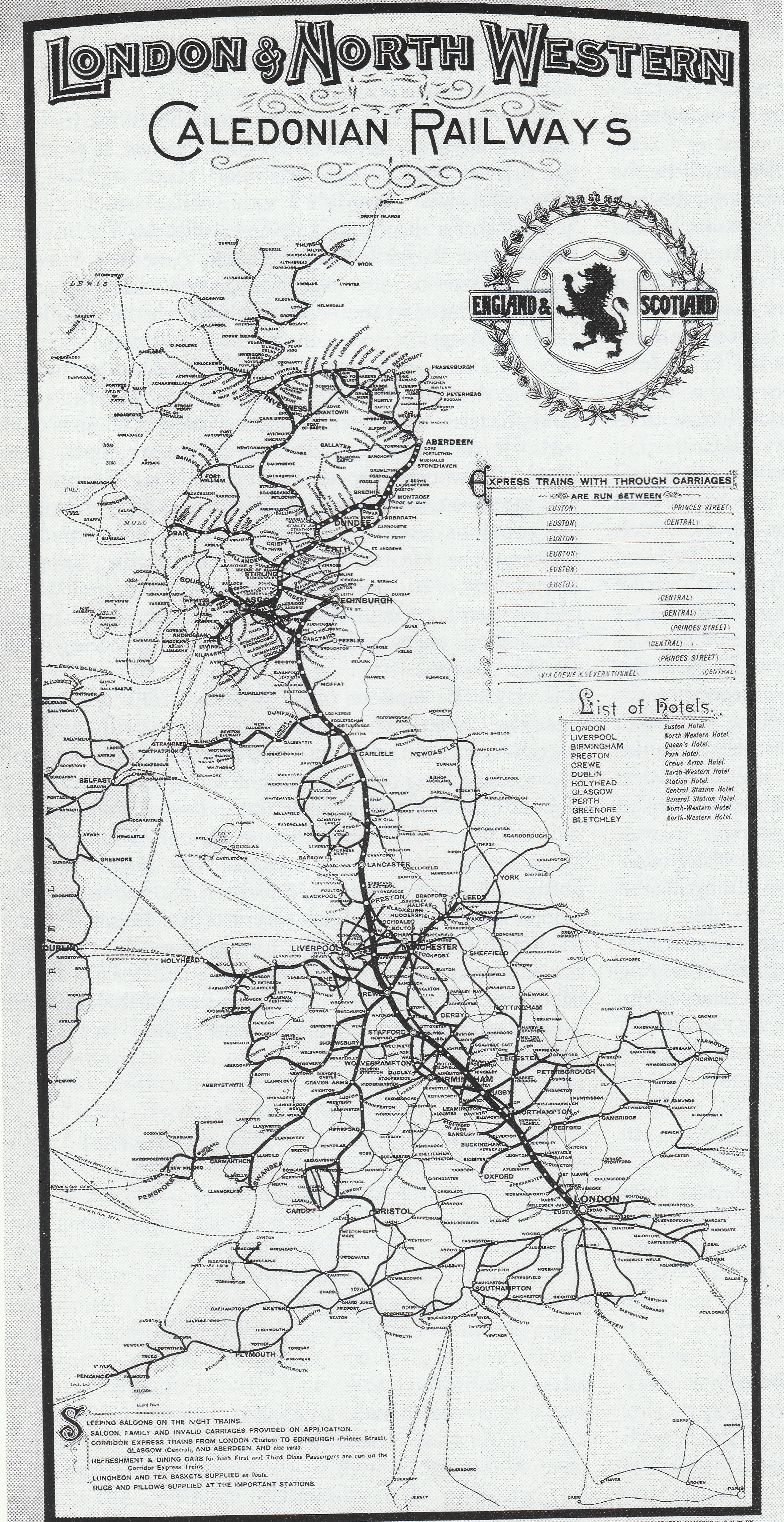

A London and North Western Railway (LNWR, L&NWR) foi uma companhia ferroviária do Reino Unido, que existiu entre 1846 e 1922. Foi criada pela fusão de três empresas de transporte ferroviário - a Grand Junction Railway, a London and Birmingham Railway e a Manchester and Birmingham Railway. Originalmente tinha uma rede de aproximados 550 quilômetros. Durante o fim do século XIX, a L&NWR foi a maior empresa de capital aberto do mundo. Em 1923, tornou-se subsidiária da London, Midland and Scottish Railway (LMS).